# 赤澤亮正

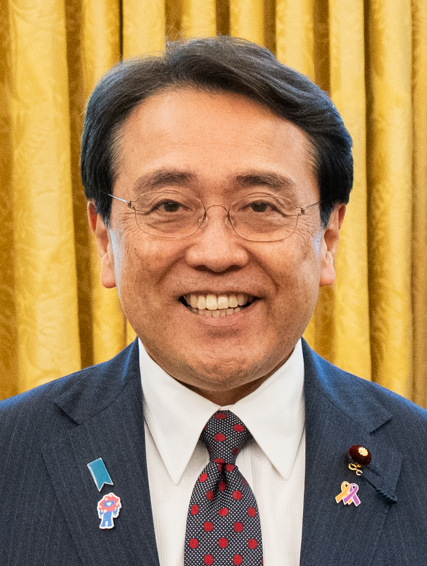
赤澤亮正

赤澤亮正（日语：／ Akazawa Ryōsei */?，1960年12月18日—）是日本政治人物，1984年毕业于东京大学法学部第1類組（私法學程），后进入運輸省工作。 1989年赴美国康奈尔大学商学院留学， 1991年获得工商管理碩士学位。後來加入自由民主黨並當選日本國會議員，曾任財務副大臣、國土交通大臣政務官。2024年10月1日出任經濟財政政策擔當大臣，代表日本政府與美國川普政府就對等關稅問題進行談判。 